# Tiszaföldvár
Tiszaföldvár est une ville et une commune du comitat de Jász-Nagykun-Szolnok en Hongrie.